# Linn Wågberg
Linn Maria Wågberg, född Engström den 27 november 1975, är en svensk sångare och författare.

## Biografi
Wågberg var på 1990-talet sångare i den Uppsalabaserade gruppen Sonic Dream Collective. Hon är verksam som soloartist, kompositör, textförfattare, speaker och producent.
Hon har blivit uppmärksammad för de självbiografiska böckerna Himlen måste sakna en ängel (2018) och Ett sorgkantat mirakel: om att leva vidare när livet inte blev som det var tänkt (2021) där hon berättar om hur hennes son råkade ut för en allvarlig kanotolycka 2015, och den långa och svåra vägen tillbaka.

## Diskografi
- Himlen måste sakna en ängel (2002) (singel)
- Kärlekssånger till ett barn 1 & 2 (2002)
- I Väntans Tider (2004)
- Underbarn (2006)[2]
- Mamma bland annat (2011)[3]